# 박지훈 (1994년)
박지훈(1994년 10월 9일 ~ )은 대한민국의 배우이다.

## 출연작

### 영화
- 《씬》 (2024년) - 휘욱 역
- 《황야》 (2024년) - 권 상사 역
- 《젠틀맨》 (2022년) - 손명호 역
- 《탄생》 (2022년) - 임성룡 역
- 《압꾸정》 (2022년) - 김 실장 역
- 《미드나이트》 (2021년) - 경찰 2 역
- 《내가 죽던 날》 (2020년) - 정용진 역
- 《보이스 비》 (2020년) - 요셉 역
- 《아빠가 가정폭력으로 신고 됐다》 (2019년) - 한찬 역
- 《어제 일은 모두 괜찮아》 (2019년) - 젊은준영 부 역
- 《내안의 그놈》 (2020년) - 민우친구 8 역
- 《송지훈 김영민》 (2018년) - 송지훈 역
- 《TO DIE BY YOUR SIDE IS SUCH A HEAVENLY WAY TO DIE》 (2018년) - 말하는 아이 역
- 《아빠의 검》 (2017년) - 대학생 역
- 《폭력의 씨앗》 (2017년) - 군인 3 역
- 《영자의 전성시대》 (2016년) - 종인 역
- 《그 이름》 (2016년) - 태일 역
- 《최면》 (2016년) - 준우 역
- 《타로가게의 미스터 리》 (2016년) - 김상우 역
- 《설희》 (2016년) - 철우 역
- 《가을날》 (2016년) - 승현 역
- 《급식실 오디세이》 (2015년) - 영신 역
- 《ILLUSION》 (2014년)

### 드라마
- 《지옥에서 온 판사》 (2024년, SBS) - 고은섭 역
- 《재벌집 막내아들》 (2022년, JTBC) - 하인석 역
- 《이상한 변호사 우영우》 (2022년, ENA) - 홍진욱 역
- 《오징어 게임》 (2021년, 넷플릭스) - 250번 역
- 《괴물》 (2021년, JTBC) - 권혁 역
- 《학교기담 - 오지 않는 아이》 (2020년, TV조선)
- 《본 대로 말하라》 (2020년, OCN) - 김명우 역
- 《블랙독》 (2019년, tvN) - 구재현 역
- 《좋아하면 울리는》 (2019년, 넷플릭스) - 지훈
- 《힙합왕 - 나스나길》 (2019년, SBS) - 민호 역